# IKEA Hamburg-Altona

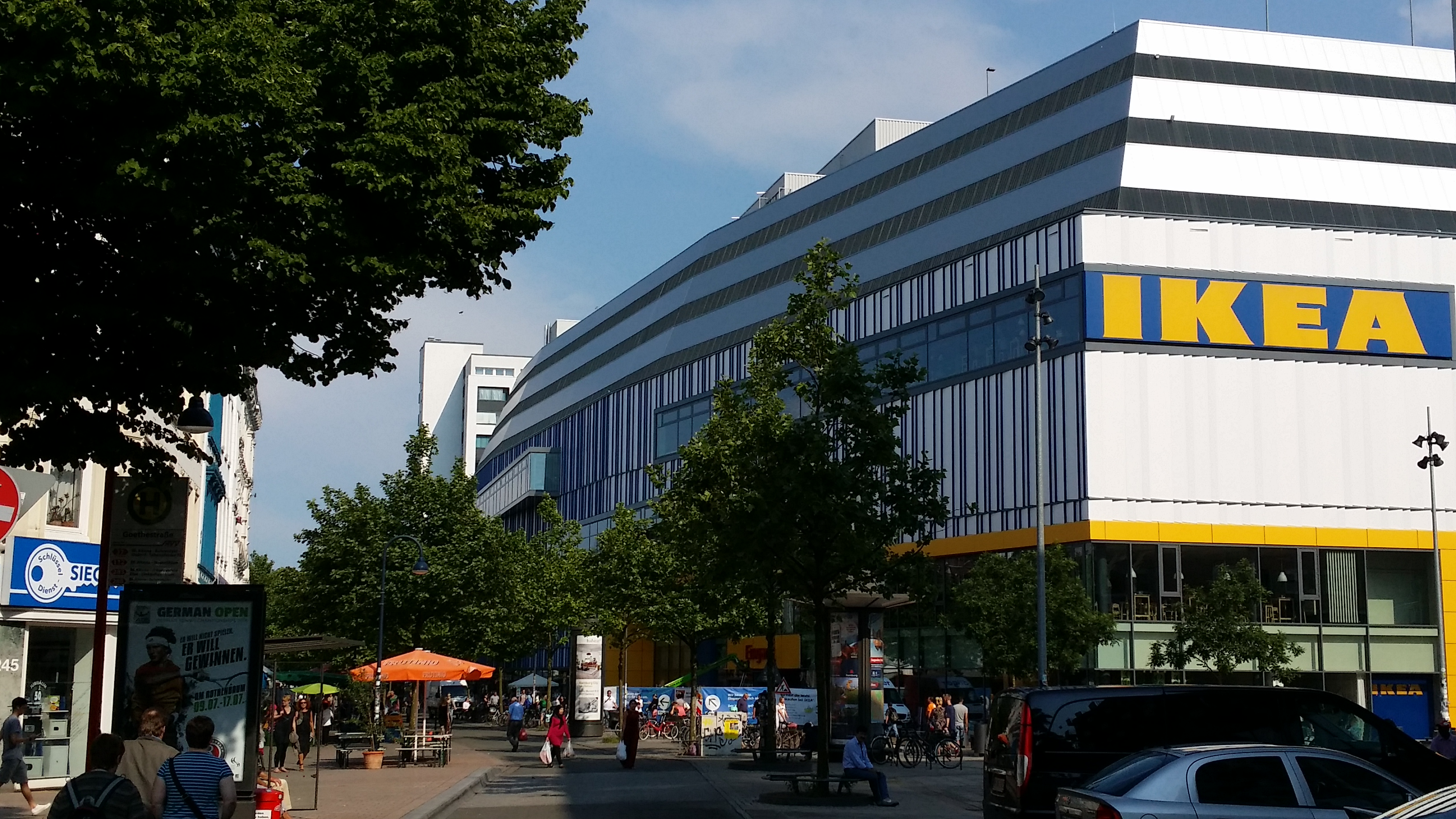
Außenfassade Juni 2016

IKEA Altona ist ein Möbelhaus des schwedischen Möbelkonzerns IKEA in Hamburg-Altona. Es ist als erstes City-IKEA bzw. als erste Fußgängerzonen-Filiale in Deutschland konzipiert und wurde am 30. Juni 2014 eröffnet.

## Standort und Architektur

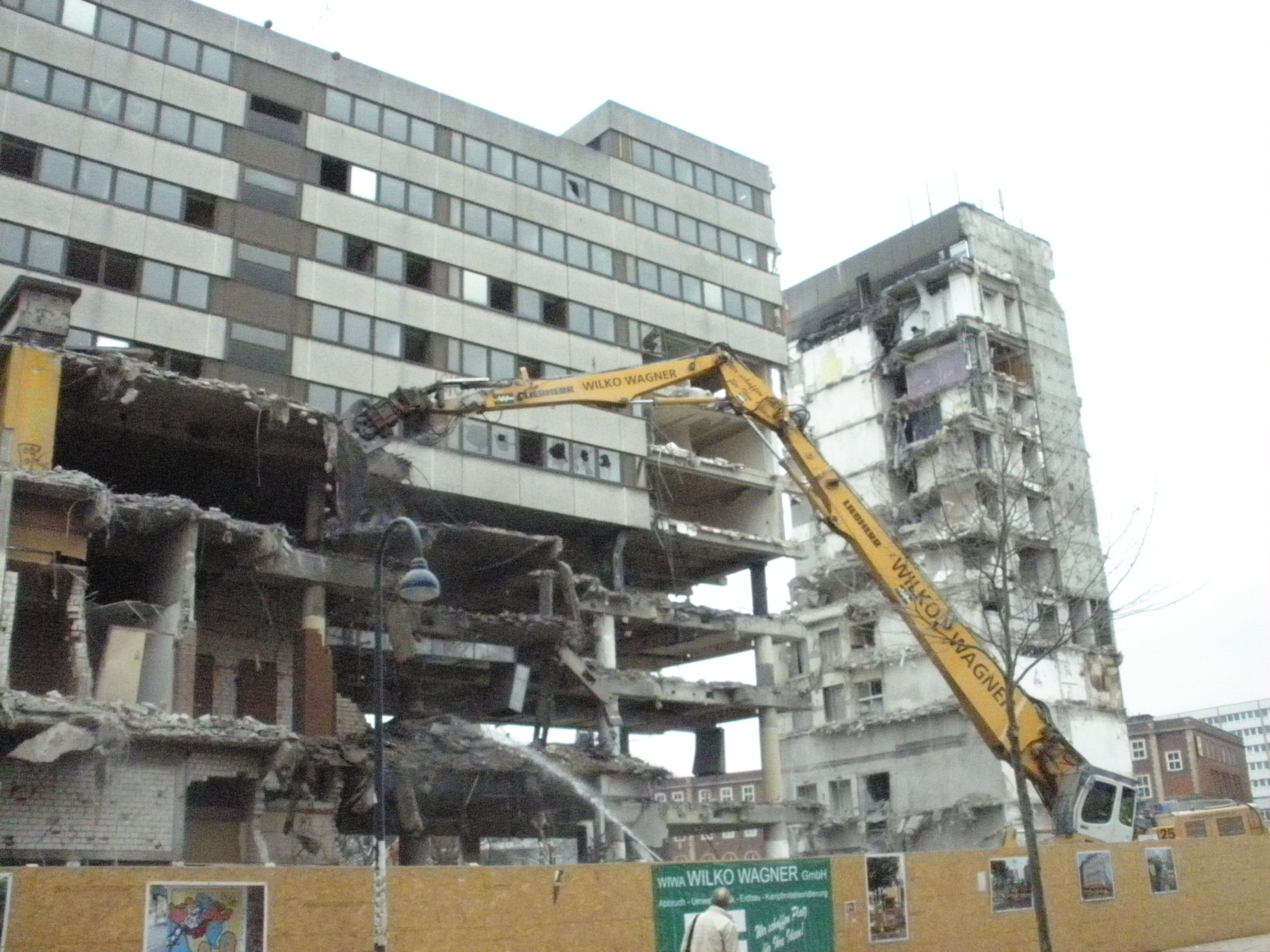
Abriss des Frappant-Gebäudes

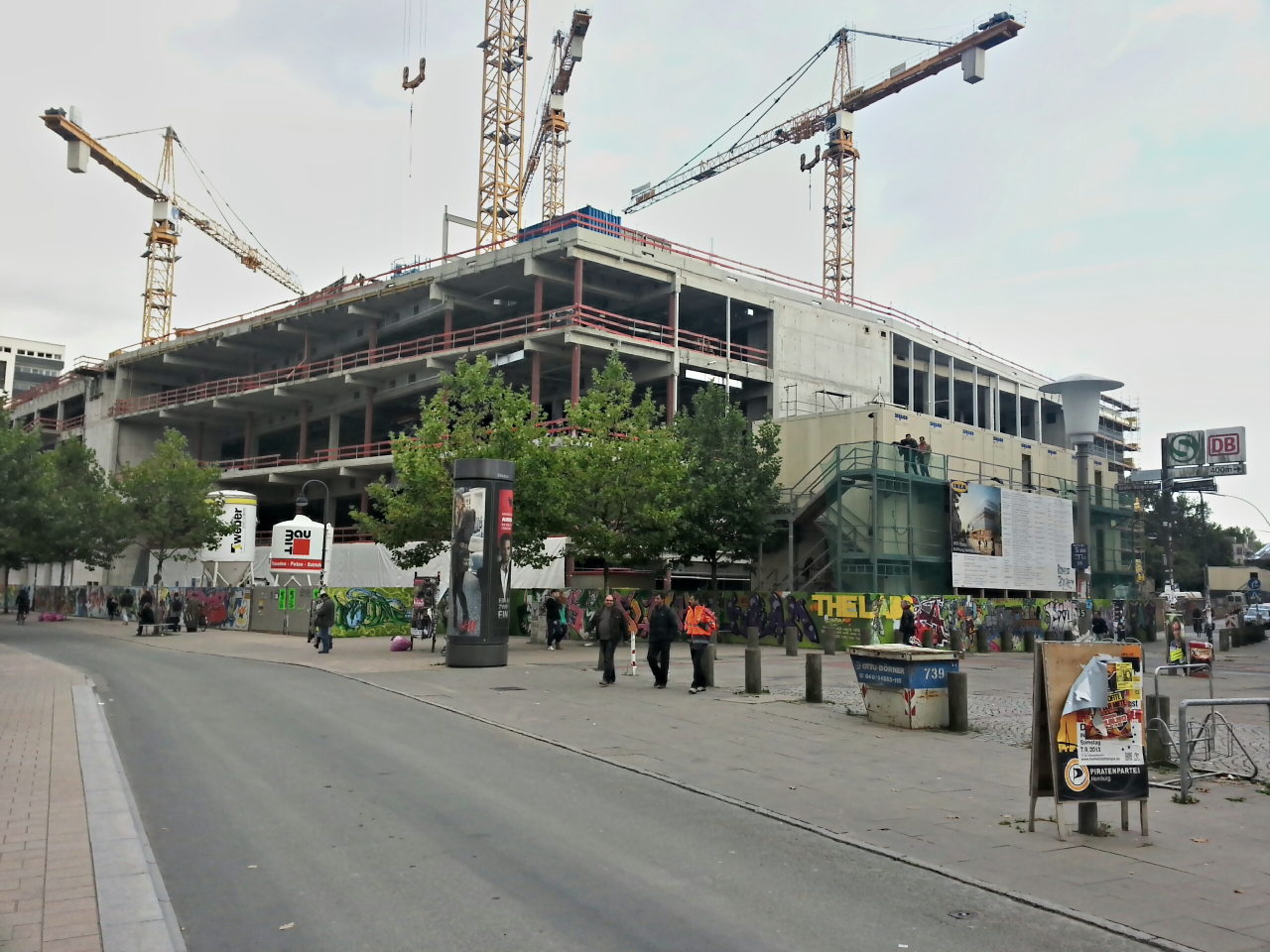
Ikea Neubau im September 2013

Standort des Möbelhauses ist das Grundstück des ehemaligen Einkaufszentrums Frappant zwischen Großer Bergstraße, Altonaer Poststraße und Lawaetzweg in Altona, das IKEA 2009 für 11,5 Millionen Euro gekauft hat. Das Gebäude wurde 2011 abgerissen. Im August 2011 reichte der Konzern den Bauantrag ein, der ein mehrstöckiges Gebäude mit 18.000 Quadratmetern Verkaufsfläche sowie 730 Parkplätzen vorsah. Die Filiale wurde am 30. Juni 2014 offiziell eröffnet. Die Investitionskosten beliefen sich zusätzlich zum Grundstückspreis auf 80 Millionen Euro.
Das Hamburger Architekturbüro Dinse Feest Zurl gewann den Wettbewerb für die Fassade. Es handelt sich dabei um eine Metallkonstruktion, die durch Lamellen je nach Blickwinkel in einer anderen Farbe erscheinen sollen und nicht in dem bei IKEA-Häusern dominanten Blau-Gelb. Sechs mehr als 20 Meter lange Fenster sollen die Fassade auflockern.

### City-IKEA
IKEA hat nach eigenen Angaben mit dem ersten Innenstadthaus in Deutschland ein neues Konzept für eine Fußgängerzonen-Filiale erarbeitet. Bislang existieren kleinere Dependancen dieses Konzepts in Taipei in Taiwan oder in Coventry in Großbritannien. Unterschiede zu den gängigen IKEA-Häusern bestehen unter anderem darin, dass die Filiale in Altona eine geringere Grundfläche, dafür aber deutlich mehr als zwei Stockwerke hat, zudem ein geringfügig verändertes Sortiment und ein flexibles Lieferkonzept. Der Handelsverband Deutschland zeichnete das Konzept 2015 als „Store of the Year“ in der Kategorie „Living“ aus.
Im ersten Jahr nach der Eröffnung gehörte der City-IKEA zu den fünf meistbesuchten Häusern der seinerzeit 48 deutschen IKEA-Märkte, der Umsatz pro Besucher lag in Altona allerdings deutlich unter dem deutschen Durchschnitt. In den Medien wurde dies darauf zurückgeführt, dass die Gastronomieangebote von vielen Innenstadt-Besuchern unabhängig von einem Möbelkauf genutzt wurden.

## Bürgerentscheide vor dem Bau
Der Bau der Filiale war bei den Anwohnern umstritten, Kritiker sahen mit dem Projekt die Gentrifizierung Altonas voranschreiten und befürchteten einen Verkehrsinfarkt. Befürworter sahen eine wirtschaftliche Rettung des Einzelhandels an der Großen Bergstraße. Im Jahr 2009 bereiteten zwei sich entgegenstehende Initiativen Bürgerentscheide sowohl Pro als auch Contra IKEA vor. Im Januar 2010 stimmten schließlich 77,15 Prozent der Bürger des Bezirks Altona bei einer Wahlbeteiligung von 43,47 Prozent für den Bau des Einrichtungshauses.